# Spotted Tail

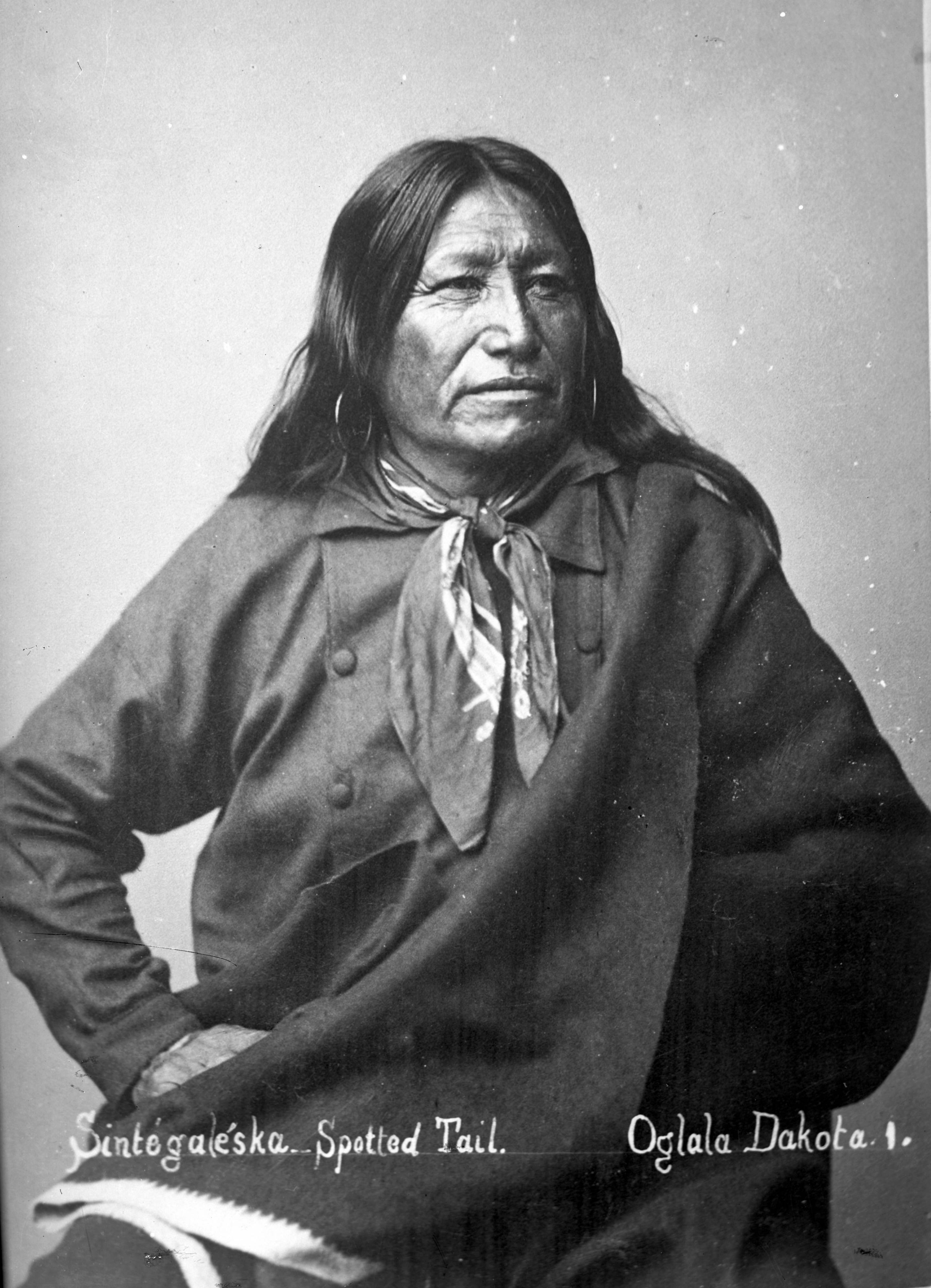
Spotted Tail

Sinte Galeshka, auch Sinte Gleska oder Sinte Gleśka (Lkt: Siŋté Glešká), bekannt als Spotted Tail, (* um 1823 am White River (South Dakota); † 5. August 1881) war ein Häuptling der Brulé-Lakota-Indianer.
Den englischen Namen Spotted Tail (gefleckter Schweif) erhielt er von weißen Pelztierjägern. In seiner Jugend hieß er Jumping Buffalo. Die Häuptlingswürde erhielt er nicht durch Vererbung, sondern durch seine Leistungen als Krieger.
Am 6. Juni 1870 war Spotted Tail Mitglied einer Indianer-Delegation, die das Weiße Haus in Washington D.C. besuchte. Während er eine gewisse Zeit in Gefangenschaft in Fort Laramie war, lernte er Englisch schreiben und lesen.
Am 5. August 1881 wurde er von Crow Dog erschossen. Spotted Tail ist auf dem Friedhof in der Rosebud-Reservation (South Dakota) begraben.